# العلاقات الروسية الكيريباتية
العلاقات الروسية الكيريباتية هي العلاقات الثنائية التي تجمع بين روسيا وكيريباتي.

## مقارنة بين البلدين
هذه مقارنة عامة ومرجعية للدولتين:
| وجه المقارنة                                              | روسيا                                   | كيريباتي                        |
| --------------------------------------------------------- | --------------------------------------- | ------------------------------- |
| المساحة (كم2)                                             | 17.08 مليون                             | 811                             |
| عدد السكان (نسمة)                                         | 146.80 مليون                            | 116.40 ألف                      |
| الكثافة السكانية (ن./كم²)                                 | 8.59                                    | 14.35 ألف                       |
| العاصمة                                                   | موسكو                                   | جنوب تاراوا                     |
| اللغة الرسمية                                             | اللغة الروسية                           | لغة إنجليزية، اللغة الكيريباتية |
| العملة                                                    | روبل روسي                               | دولار كريباتي، دولار أسترالي    |
| الناتج المحلي الإجمالي (بليون دولار)                      | 1.58 تريليون                            | 196.15 مليون                    |
| الناتج المحلي الإجمالي (تعادل القوة الشرائية) بليون دولار | 3.69 تريليون                            | 224.26 مليون                    |
| الناتج المحلي الإجمالي الاسمي للفرد دولار أمريكي          | 9.09 ألف                                | 1.42 ألف                        |
| الناتج المحلي الإجمالي للفرد دولار أمريكي                 |                                         | 1.81 ألف                        |
| مؤشر التنمية البشرية                                      | 0.798                                   | 0.590                           |
| رمز المكالمات الدولي                                      | +7                                      | +686                            |
| رمز الإنترنت                                              | .ru، .рф، .рус ‏، .su                    | .ki                             |
| المنطقة الزمنية                                           | Magadan Time ‏، ت ع م+02:00، ت ع م+12:00 |                                 |

## منظمات دولية مشتركة
يشترك البلدان في عضوية مجموعة من المنظمات الدولية، منها:
| علم المنظمة | اسم المنظمة                   | تاريخ انضمام روسيا | تاريخ انضمام كيريباتي |
| ----------- | ----------------------------- | ------------------ | --------------------- |
|             | مؤسسة التنمية الدولية         | 16 يونيو 1992      | 2 أكتوبر 1986         |
|             | مؤسسة التمويل الدولية         | 12 أبريل 1993      | 2 أكتوبر 1986         |
|             | منظمة حظر الأسلحة الكيميائية  | ?                  | ?                     |
|             | الأمم المتحدة                 | 24 أكتوبر 1945     | 14 سبتمبر 1999        |
|             | الاتحاد الدولي للاتصالات      | 1866               | 3 نوفمبر 1986         |
|             | البنك الدولي للإنشاء والتعمير | 16 يونيو 1992      | 29 سبتمبر 1986        |
|             | الاتحاد البريدي العالمي       | ?                  | ?                     |
|             | يونسكو                        | 21 أبريل 1954      | 24 أكتوبر 1989        |

## وصلات خارجية
- موقع وزارة الخارجية الروسية